# Samari(III) bromide
Samari(III) bromide là một hợp chất vô cơ, một muối của samari và acid bromhydric có công thức SmBr3, tinh thể màu vàng, hòa tan trong nước, tạo thành tinh thể ngậm nước.

## Điều chế
Phản ứng của kim loại samari và brom sẽ tạo ra muối khan:
{\displaystyle {\mathsf {2Sm+3Br_{2}\ \xrightarrow {} \ 2SmBr_{3}}}}

## Tính chất vật lý
Samari(III) bromide tạo thành các tinh thể màu vàng, thuộc hệ tinh thể bốn phương, các hằng số a = 0,906 nm, b = 1,262 nm, c = 0,403 nm, Z = 4, cùng cấu trúc với plutoni(III) bromide.
Nó hòa tan trong nước, nhưng dung dịch dễ bị thủy phân.
Nó tạo thành tinh thể ngậm nước SmBr3·6H2O.

## Tính chất hóa học
Hydro có thể khử Sm3+ trong hợp chất, tạo ra samari(II) bromide:
{\displaystyle {\mathsf {2SmBr_{3}+3H_{2}\ \xrightarrow {T} \ 2SmBr_{2}+2HBr}}}

## Hợp chất khác
SmBr3 còn tạo một số hợp chất với N2H4, như SmBr3·3N2H4·2H2O là tinh thể hình kim màu vàng nhạt, tan trong nước và cồn nhưng không tan trong benzen, d20 ℃ = 3,147 g/cm³.